# Gustavo Alberto Lynch Jones
Gustavo Alberto Lynch Jones, (n. 23 de agosto de 1932 - f. 23 de febrero de 1989) fue un marino argentino que alcanzó la jerarquía de capitán de fragata. Es señalado como aparente responsable de delitos de lesa humanidad cometidos durante el llamado Proceso de Reorganización Nacional.

## Acusación
Gustavo Alberto Lynch Jones era un militar vinculado a las prácticas de exterminio sistemático cometidos en los centros clandestinos de detención, particularmente acusado de participar en la ejecución de los vuelos de la muerte.
Hermano de Ricardo Lynch Jones, quien es acusado de haberse desempeñado en 1977 con el alias «Panceta» como voluntario del grupo de tareas 3.3.2. En aquel entonces, Ricardo declaró que quien actuó en la ESMA no fue él sino su hermano Gustavo Alberto.
Haydée de la Serna Lynch, su esposa al tramitar pensiones indicó la participación de éste en tareas contra la subversión, que acusa ella incluso fueron causales de su muerte en 1989.
Su imputación se realiza en el marco de la Megacausa ESMA.